# Marc Baréty
Marc Jacques Désiré Baréty est un diplomate français né le 12 janvier 1957.

## Formation
Marc Baréty est titulaire d'un doctorat de lettres, diplômé de l'Institut national des langues et civilisations orientales.

## Carrière[1]
Il est entré au ministère de l’Europe et des affaires étrangères par le concours d’Orient en 1986 et a occupé divers postes à l’administration centrale : rédacteur à la direction d'Europe (1986-1988), sous-directeur du Moyen-Orient (1998-2004) et directeur adjoint de la direction d’Afrique du Nord et du Moyen-Orient (2011-2014).
À l’étranger, il a servi à Riyad (1988-1990), à Tunis (1990-1993) et au Koweït (1993-1998). Il a occupé cinq fois la fonction d’ambassadeur : en Oman (2004-2008), en Malaisie (2008-2011), en Irak pendant l'offensive de Daech et le déploiement de Chammal (2014-2017), au Pakistan au moment de la crise des caricatures (2017-2021) et en Égypte de 2021 à 2024. 

## Publications
- Matisse-Sembat, correspondance : une amitié artistique et politique, 1904-1922 (en collaboration avec Christian Phéline, 2004).

## Distinctions
- Officier de l'ordre national du Mérite (14 novembre 2016)[8]
- Officier de la Légion d'honneur (31 décembre 2020)[9]